# Stibioclaudetit
Stibioclaudetit ist ein sehr selten vorkommendes Mineral aus der Mineralklasse der „Oxide und Hydroxide“. Es kristallisiert im monoklinen Kristallsystem mit der idealisierten Zusammensetzung AsSbO3, ist also chemisch gesehen ein Arsen-Antimon-Oxid.
Stibioclaudetit ist ein typisches Sekundärmineral und entsteht in arsenhaltigen Buntmetalllagerstätten durch die Oxidation antimonhaltiger primärer Arsenminerale wie Tennantit. Er findet sich an seiner Typlokalität in Form von idiomorphen, bis 6 mm großen Kristallen im massiven Tennantiterz, wo er von Quarz, Leiteit, Ludlockit und Smithsonit begleitet wird.
Die Typlokalität des Minerals ist ein Leiteit führender Bereich innerhalb der so genannten zweiten oder der so genannten dritten Oxidationszone der Tsumeb Mine bei Tsumeb, Region Oshikoto, Namibia.

## Etymologie und Geschichte
Nachdem der Mineralhändler David W. Bunk eine ungewöhnliche Mineralstufe aus der „Tsumeb Mine“ mit gut ausgebildetem Leiteit sowie Ludlockit und Quarz erworben hatte, schlugen alle Versuche fehl, ein in der Paragenese ebenfalls vorhandenes, farblosen Mineral zu identifizieren. Über Raman-Spektroskopie wurde nachgewiesen, dass von diesem unbekannten Mineral drei separate Kristalle vorhanden waren. Ähnlichkeiten im Raman-Spektrum dieses Minerals mit Leiteit wiesen darauf hin, dass es sich um eine As3+-haltige Struktur handelt. Vorläufige Untersuchungen mit energiedispersiver Röntgenspektroskopie an einem Rasterelektronenmikroskop ergaben die Anwesenheit von As, Sb und O (und die Abwesenheit aller anderen Elemente mit Ordnungszahlen > 8). Alle Analysen deuteten darauf hin, dass ein neues Mineral vorlag, sodass weitere Untersuchungen für eine vollständige Charakterisierung des Materials durchgeführt wurden. Das neue Mineral wurde der International Mineralogical Association (IMA) vorgelegt, die es im Jahre 2007 unter der vorläufigen Bezeichnung IMA 2007-028 anerkannte. Die wissenschaftliche Erstbeschreibung dieses Minerals als Stibioclaudetit (englisch Stibioclaudetite) erfolgte im Jahre 2009 durch ein US-amerikanisches Forscherteam mit Marcus J. Origlieri, Robert T. Downs, William W. Pinch und Gary L. Zito in der US-amerikanischen Zeitschrift The Mineralogical Record. Weil das neue Mineral ein geordnetes Sb-substituiertes Analogon des Claudetits darstellt und strukturell eng mit Claudetit verwandt ist, benannten es die Autoren als Stibioclaudetit.
Das Typmaterial für Stibioclaudetit wird unter der Katalog-Nr. 174550 in der Sammlung des zur Smithsonian Institution gehörenden National Museum of Natural History, Washington, D.C., USA, aufbewahrt.
Claudetit wurde aus der „Tsumeb Mine“ erstmals 1958 als „farblose biegsame Plättchen mit gipsartiger Spaltbarkeit“ beschrieben. Da Stibioclaudetit eine identische Morphologie aufweist, sollten aus der „Tsumeb Mine“ bekannte „Claudetit“-Kristalle überprüft werden, da sich hinter ihnen tatsächlich das damals noch gar nicht bekannte Mineral Stibioclaudetit verbergen könnte.

## Klassifikation
Die veraltete, aber teilweise noch gebräuchliche 8. Auflage der Mineralsystematik nach Strunz führt den Stibioclaudetit noch nicht auf. Er würde vermutlich zur Mineralklasse der „Oxide und Hydroxide“ und dort zur Abteilung der „Oxide mit dem Stoffmengenverhältnis Metall : Sauerstoff = 2 : 3 (M2O3 und verwandte Verbindungen)“ gehören, wo er zusammen mit Auroantimonat, Claudetit und Valentinit die „Claudetit-Valentinit-Gruppe“ mit der System-Nr. IV/C.01 gebildet hätte.
Die seit 2001 gültige und von der IMA verwendete 9. Auflage der Strunz'schen Mineralsystematik ordnet den Stibioclaudetit ebenfalls in die Klasse der „Oxide“, dort allerdings in die Abteilung der „Oxide mit dem Stoffmengenverhältnis Metall : Sauerstoff = 2 : 3, 3 : 5 und vergleichbare“ ein. Zudem ist diese Abteilung weiter unterteilt nach der Größe der beteiligten Kationen, so dass das Mineral entsprechend seiner Zusammensetzung in der Unterabteilung „Mit mittelgroßen Kationen“ zu finden ist, wo es nur noch zusammen mit Claudetit die „Claudetitgruppe“ mit der System-Nr. 4.CB.45 bildet.
Auch die vorwiegend im englischen Sprachraum gebräuchliche Systematik der Minerale nach Dana ordnet den Stibioclaudetit in die Klasse der „Oxide und Hydroxide“ und dort in die Abteilung der „Oxide“ ein. Hier ist er in der „Claudetitgruppe“ mit der System-Nr. 04.03.10 und den weiteren Mitgliedern Claudetit und Bismit innerhalb der Unterabteilung der „Einfachen Oxide mit einer Kationenladung von 3+ (A2O3)“ zu finden.

## Chemismus
Zehn Mikrosondenanalysen an Stibioclaudetit aus der „Tsumeb Mine“ ergaben Mittelwerte von 45,15 % As2O3 und 55,77 % Sb2O3. Auf der Basis von drei Sauerstoffatomen errechnete sich aus ihnen die empirische Formel As1,088Sb0,912O3, die zu AsSbO3 vereinfacht wurde. Diese Idealformel verlangt Gehalte von 40,43 % As2O3 und 59,57 % Sb2O3.
Stibioclaudetit ist das geordnete Analogon zum As3+-dominierten Claudetit, As2O3, mit Substitution von Sb3+ auf einer As-Position.

## Kristallstruktur
Stibioclaudetit kristallisiert monoklin in der Raumgruppe P21/n (Raumgruppen-Nr. 14, Stellung 2) mit den Gitterparametern a = 4,5757 Å; b = 13,1288 Å; c = 5,4216 Å und β = 95,039° sowie vier Formeleinheiten pro Elementarzelle.
Die Kristallstruktur von Stibioclaudetit besteht aus gewellten Schichten von trigonalen As2O3- und Sb2O3-Pyramiden, die in einer geordneten, alternierenden Form angeordnet sind. Die gewellten Schichten sind in Richtung [010] gestapelt. Die sehr vollkommene Spaltbarkeit nach (010) resultiert aus der relativ schwachen Bindung zwischen diesen Schichten. In der Kristallstruktur sind zwei verschiedene Positionen für As-Atome vorhanden: As(1) und As(2). Antimon, mit seinem gegenüber Arsen deutlich größeren Ionenradius, substituiert Arsen lediglich auf der As(2)-Position.
Stibioclaudetit ist isotyp (isostrukturell) zu seinem Sb3+-freien Analogon Claudetit, mit dem er eine vollständige Mischkristallreihe bildet. Er stellt das natürliche Äquivalent des seit 1983 bekannten synthetischen AsSbO3 dar.

## Eigenschaften

### Morphologie

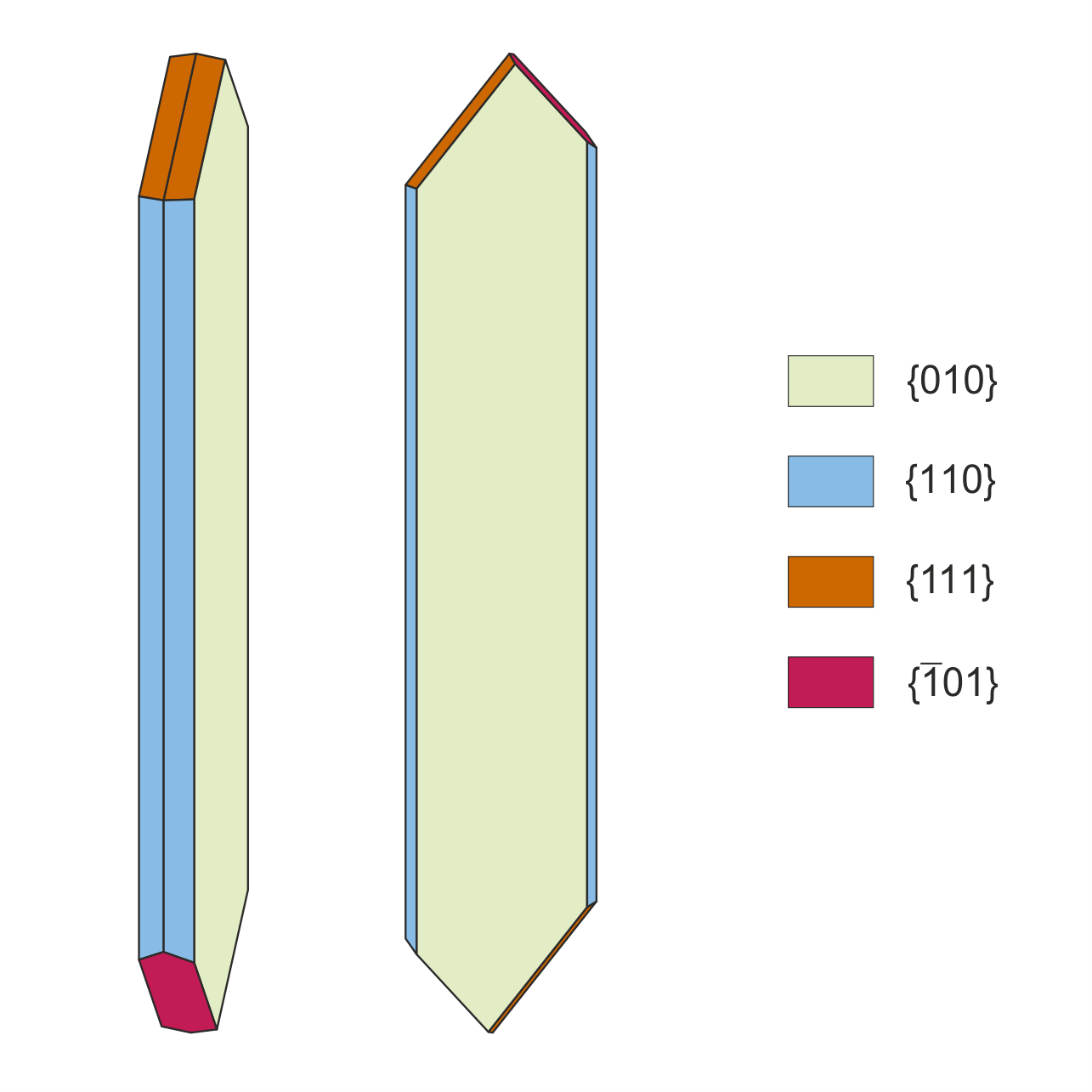
Zeichnung von Stibioclaudetit-Kristallen aus der „Tsumeb Mine“

Stibioclaudetit kommt an seiner Typlokalität in Form von tafeligen, gipsähnlichen Kristallen bis zu 6 mm Länge vor, die zu parallelverwachsenen Aggregaten arrangiert sein können. Trachtbestimmend ist das seitliche Pinakoid {010}, an weiteren Flächenformen wurden {110}, {111} und {101} beobachtet (siehe die nebenstehende Kristallzeichnung). Von „Wet Swine Gill“, Caldbeck Fells, Cumbria, Vereinigtes Königreich, ebenfalls in gipsähnlichen, tafeligen bis prismatischen Kristallen bis zu 5 mm Länge, die mitunter fischschwanzförmige Zwillinge bilden. Neben seinem Vorkommen in Form von idiomorphen Kristallen in Hohlräumen des antimonreichen Quarzgangs fand sich Stibiotantalit in „Wet Swine Gill“ auch in polykristallinen Massen bis 1 cm Größe in Haarrissen in Quarzblöcken an der Basis der Oxidationszone. Aus dem Schlackenvorkommen von Weitschschach in Form von bis 1 mm großen, lattigen Kristallen mit dachförmigen Endflächen, die zu subparallelen Aggregaten verwachsen sind. Aufgrund der Morphologie des Minerals lassen sich die Stibioclaudetite dieses Vorkommens leicht mit Anglesit oder Baryt verwechseln.

### Physikalische und chemische Eigenschaften
Die Kristalle des Stibioclaudetits sind farblos bis leicht gelblich, ihre Strichfarbe ist dagegen immer weiß. Die Oberflächen des durchsichtigen bis durchscheinenden Stibioclaudetits zeigen einen diamant- bis harzartigen Glanz, was sehr gut mit den Werten für die Lichtbrechung (n > 2,00) übereinstimmt.
Stibioclaudetit besitzt eine sehr vollkommene Spaltbarkeit nach (010). Sein Verhalten beim Bruch ist ähnlich wie bei Molybdänit unelastisch biegsam. Mit einer Mohshärte von < 2 gehört das Mineral zu den weichen Mineralen und lässt sich wie die Referenzminerale Gips oder Halit mit dem Fingernagel ritzen.
Gemessene Werte für die Dichte des Stibioclaudetits existieren nicht. Die berechnete Dichte für Stibioclaudetit beträgt 5,009 g/cm³. Stibioclaudetit zeigt weder im lang- noch im kurzwelligen UV-Licht eine Fluoreszenz.

## Bildung und Fundorte
Stibioclaudetit bildet sich in der Oxidationszone von Erzlagerstätten, wobei das Arsen aus der Verwitterung des Arsenfahlerzes Tennantit stammen dürfte. Da Tennantit aus der „Tsumeb Mine“ ferner substantielle Mengen am Antimon und auch an Zink enthält, dürfte sowohl der Antimongehalt des Stibioclaudetits als auch der Zinkgehalt des begleitenden Leiteits bei der Umsetzung des Tennantits freigesetzt worden sein. Aus den Synthesetemperaturen für synthetisches monoklines AsSbO3 (347 °C) wird eine Bildungstemperatur für Stibioclaudetit in der „Tsumeb Mine“ zwischen 300 °C und 400 °C geschlussfolgert. Für das Vorkommen „Wet Swine Gill“ bei Caldbeck Fells nimmt man an, dass sich Stibioclaudetit unter supergenen Bedingungen bei niedrigen Temperaturen und einem relativ niedrigen Oxidationspotential aus Lösungen gebildet hat, die reich an Arsen und Antimon in ihren intermediären Oxidationsstufen As(III) und Sb(III) waren.
Typische Begleitminerale in der Typlokalität der „Tsumeb Mine“ sind Quarz, Leiteit, Ludlockit und Smithsonit, die alle in einer Druse im massiven Tennantiterz vorkamen. In Borgofranco fand sich Stibioclaudetit zusammen mit Villyaellenit, Arsenolith, Pikropharmakolith und Parasymplesit in einer Matrix aus Galenit und Pyrit. An der Lokalität „Wet Swine Gill“ bei Caldbeck Fells überzieht er Stibnit und antimonhaltige Sulfide sowie Sulfosalze und wird seinerseits von Senarmontit, Valentinit und Schwefel überzogen. Selten enthält er winzige Einschlüsse von rotem Metastibnit. In Weitschach kommt er in den „Sekundären Schlackenphasen“ vor.
Als sehr seltene Mineralbildung konnte Stibioclaudetit bisher (Stand 2018) erst von vier Fundpunkten beschrieben werden. Die Typlokalität für Stibioclaudetit ist die „Tsumeb Mine“ bei Tsumeb, Region Oshikoto, Namibia. Der genaue Fundpunkt ist zwar unbekannt, muss jedoch aufgrund der Paragenese mit Leiteit, der aus der ersten Oxidationszone unbekannt ist, im Bereich der zweiten oder so genannten dritten Oxidationszone liegen. Die Paragenese des Stibioclaudetits aus der „Tsumeb Mine“, die sich deutlich von der der Leiteit-Typstufe unterscheidet, deutet jedoch auf einen anderen Fundort als bei bisher bekannten Funden von Leiteit in der „Tsumeb Mine“.
Der Zweitfundort für Stibioclaudetit ist die für das Vorkommen von Tubulit bekannte „Miniere di Borgofranco“ bei Biò, Borgofranco d’Ivrea im historischen Gebiet Canavese, Turin, Region Piemont, Italien. Daneben aus dem Schlackenvorkommen in der Umgebung der Kirche Maria Waitschach bei Waitschach unweit Hüttenberg, Region Friesach – Hüttenberg, Kärnten, Österreich. Schließlich aus einem Stibnit und Berthierit führenden Erzgang in den feinkörnigen Sedimentgesteinen der ordovizischen Skiddaw Group am Hügel Coombe bei „Wet Swine Gill“ in den Caldbeck Fells in der englischen Grafschaft Cumbria im Vereinigten Königreich.
Fundstellen für Stibioclaudetit aus Deutschland und der Schweiz sind damit unbekannt.

## Verwendung
Stibioclaudetit ist aufgrund seiner Seltenheit ein bei Mineralsammlern begehrtes Mineral, ansonsten aber ohne jede praktische Bedeutung.